# WWIII
WWIII (gesprochen World War Three) ist eine US-amerikanische Heavy-Metal-Band.

## Bandgeschichte
Die Band wurde im Jahr 1986 von dem deutschen Sänger Mandy Lion in Los Angeles gegründet. Gründungsmitglied und Gitarrist der Band war Gitarrist Joe Floyd von der amerikanischen Heavy-Metal-Band Warrior, der aber noch vor den Aufnahmen zum ersten Album die Band verließ und durch den mexikanischstämmigen Kalifornier Tracy Grijalva ersetzt wurde.
Das Debütalbum erschien 1990 unter dem gleichnamigen Titel WWIII. Mit von der Partie waren außerdem Jimmy Bain (Ex-Dio, Ex-Rainbow) am Bass und der bekannte Hard-Rock-Schlagzeuger Vinny Appice (Ex-Black Sabbath, Ex-Dio, Ex-Derringer).
Im Jahr 2002, nach fast zwölfjähriger Pause, erschien das zweite Album When God Turned Away, wieder mit dem ursprünglichen Gitarristen Joe Floyd.

## Diskographie
- 1990: WWIII (Hollywood Records)
- 2000: The Unreleased Demo (The Spooky G Records)
- 2002: When God Turned Away (Reality Entertainment)